# Raúl Fontaina
Pablo Raúl Fontaina Islas (Montevideo, 3 luglio 1931 – Montevideo, 13 febbraio 2008) è stato un imprenditore e conduttore televisivo uruguaiano.

## Biografia
Fu a lungo direttore generale di Radio Carve. Nel 1956 fondò il primo canale televisivo uruguaiano, Saeta TV Canal 10.

## Premi
- Premio Maria Moors Cabot: 1962[3]